# قومیدان (شهرستان نوکت)
قومیدان  (به قرقیزی: Куу-Майдан، قۇۇ مايدان) یک منطقهٔ مسکونی در قرقیزستان است که در شهرستان نوکت واقع شده‌است. قومیدان ۴٬۳۳۱ نفر جمعیت دارد و ۱٬۳۹۵ متر بالاتر از سطح دریا واقع شده‌است.